# Schillstraße 35 (Stralsund)

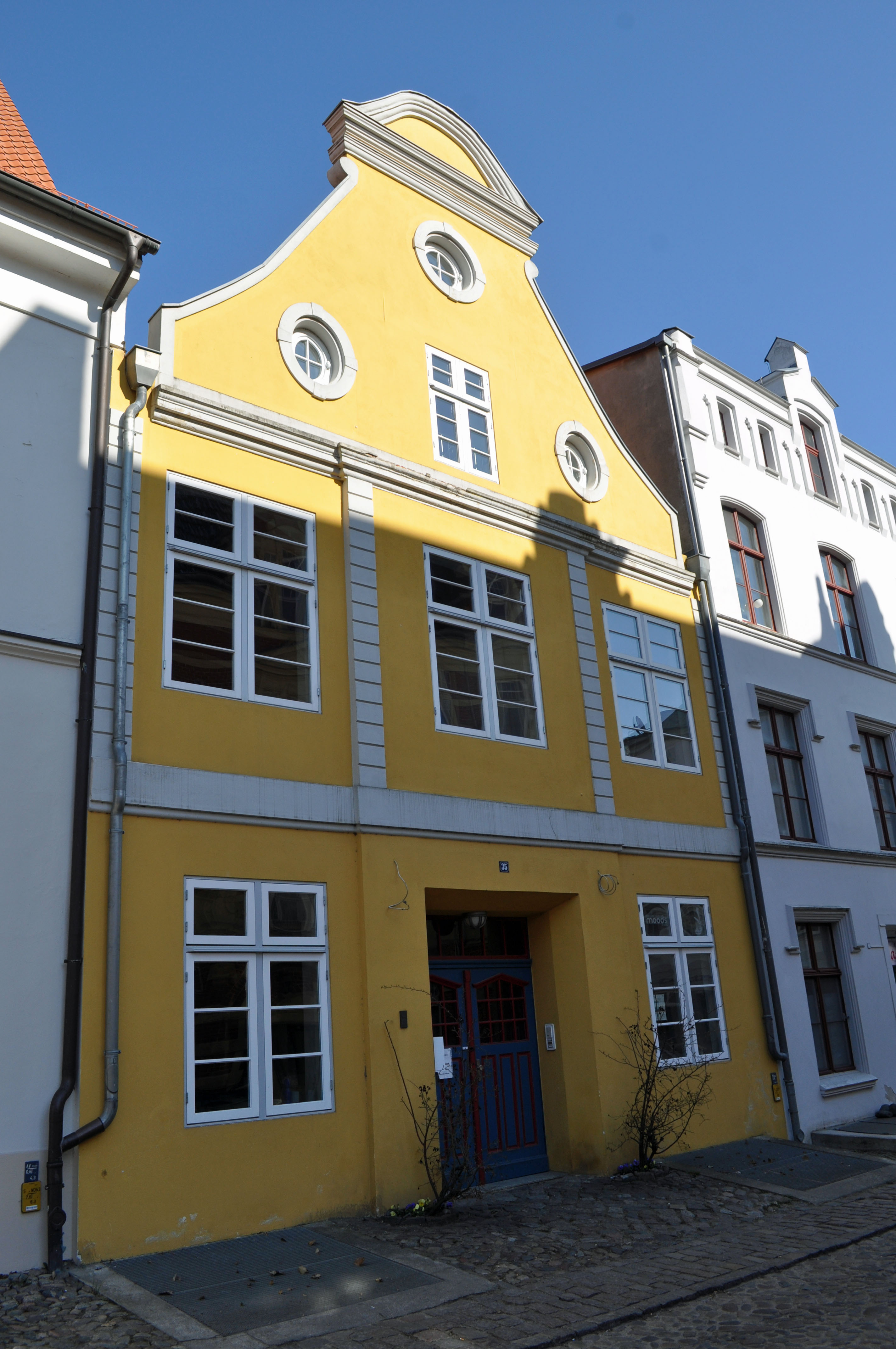
Das Haus Schillstraße 35 in Stralsund (2012)

Das Gebäude mit der postalischen Adresse Schillstraße 35 ist ein denkmalgeschütztes Bauwerk in der Schillstraße in Stralsund.
Das zweigeschossige und dreiachsige, verputzte Giebelhaus wurde in der ersten Hälfte des 18. Jahrhunderts errichtet.
Die mittlere Achse ist bis zum Hauptgesims als flache Vorlage ausgebildet. Das Obergeschoss wird durch genutete Lisenen an den Gebäudekanten und neben dem Mittelfenster geprägt. Drei Kreisfenster und ein Rechteckfenster sind im Schweifgiebel angebracht.
Auf dem Hof schließt sich an das Gebäude ein in Fachwerk ausgeführter, zweigeschossiger Kemladen an. An diesen ist ein im Kern mittelalterliches Quergebäude angesetzt, das mit seiner nördlichen Wand auf der Stralsunder Stadtmauer steht.
Das Haus liegt im Kerngebiet des von der UNESCO als Weltkulturerbe anerkannten Stadtgebietes des Kulturgutes „Historische Altstädte Stralsund und Wismar“. In die Liste der Baudenkmale in Stralsund ist es mit der Nummer 688 eingetragen.